# Leonardo Lourenço Bastos
Leonardo Lourenço Bastos (Campos dos Goytacazes, 1975. július 6. –) (ismertebb nevén: Léo) egykori  brazil válogatott labdarúgó. Pályafutása során csak a portugál SL Benfica légiósa volt.

## Sikerei, díjai

### Klub
- Santos
  - Campeonato Brasileiro Série A: 2002, 2004
  - Campeonato Paulista: 2010, 2011, 2012
  - Copa do Brasil: 2010
  - Copa Libertadores: 2011
  - Recopa Sudamericana: 2012

#### A válogatottban
- Brazília
  - Konföderációs kupa: 2005

### Egyéni
- Bola de Prata: 2001, 2003, 2004
- Campeonato Paulista legjobb védője: 2011